# مهرجان الفلم العربي برلين

شعار المهرجان

مهرجان الفيلم العربي برلين - الفيلم، من أكبر المهرجانات السينمائية العربية في ألمانيا.

## التأسيس
هو مهرجان غير ربحي تأسس سنة 2009م بمبادرة من جمعية أصدقاء الفيلم العربي.

## العروض
بالإضافة إلى برنامج الأفلام المتنوعة والواسعة يعرض المهرجان أفلام وثائقية وأفلام روائية طويلة وقصيرة أفلام تجريبية، حلقات نقاش ومقابلات مع صناع السينما والفنانين والمهنيين مما بفتح الفرصة أمام الحضور للحوار والتبادل الثقافي.

## الهدف
يهدف المهرجان إلى تقديم صورة مغايرة عن العالم العربي وعمل المخرجين العرب، وإيجاد أرضية للثقافة والفيلم العربي في ألمانيا، والاحتفاء بالسينما العربية.

## وصلات خارجية
- الموقع الرسمي